# Æthelfrith (ealdorman)
Pour les articles homonymes, voir Æthelfrith (homonymie).
Æthelfrith est un noble anglais de la fin du IXe et du début du Xe siècle.

## Biographie
Æthelfrith est l'un des trois ealdormen qui gouvernent la Mercie sous l'autorité d'Æthelred et Æthelflæd à la fin du IXe siècle (il est attesté dans les sources à partir de 883). Son autorité s'exerce apparemment sur le sud et l'est de ce royaume. Il est possible qu'il soit originaire du Wessex, car les domaines dont il est propriétaire sont principalement situés dans le Somerset et dans le Devon. C'est peut-être Alfred le Grand qui est à l'origine de sa nomination comme ealdorman.
Les deux autres ealdormen merciens, Æthelwulf et Alhhelm, disparaissent des sources au tournant du siècle. Æthelfrith pourrait avoir dès lors servi de bras droit à Æthelred jusqu'à la mort de celui-ci, en 911, puis à son épouse Æthelflæd. Il semble être mort vers 915. Son fils aîné Ælfstan pourrait lui avoir directement succédé, mais il n'est attesté comme ealdorman qu'à partir de 930.

## Mariage et descendance
La femme d'Æthelfrith est Æthelgyth. Elle est la fille d'un certain Æthelwulf. On lui connaît quatre fils qui exercent tous à leur tour la charge d'ealdorman :
- Ælfstan (mort en 934), ealdorman en Mercie de 930 (ou avant) à 934[4] ;
- Æthelstan Demi-Roi (mort après 956), ealdorman d'Est-Anglie de 932 à 956[1] ;
- Æthelwald (mort en 946), ealdorman du Kent de 940 à 946[5] ;
- Eadric (mort en 949), ealdorman du centre du Wessex de 942 à 949[6].

Ælfgifu, l'épouse du roi Eadwig (956-959), pourrait être sa descendante.